# Citribel
Citribel nv, tot 2022 Citrique Belge nv, is een van de twee Europese producenten van citroenzuur, met een productiecapaciteit van ±100.000 ton citroenzuur en citraten per jaar. Het bedrijf is gevestigd in Tienen en is eigendom van Clema Capital.

## Historiek

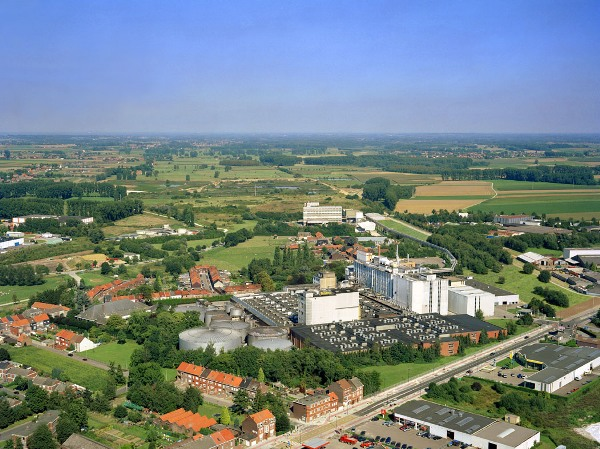
Luchtfoto Citribel

Vanaf 1916 werkten de Leuvense studenten Alphonse Cappuyns en Arsène Smeets aan de biologische productie van citroenzuur, eerst door willekeurige bio-organismen (cytromyces) te laten reageren met geraffineerde suiker. Later door de Aspergillus niger-schimmel in te zetten. Ook Julien Bergé stapte in het project. 
Hiermee bereikten zij een rendement dat een industriële exploitatie kon rechtvaardigen.
In 1919 werd de nv Produits Organiques de Tirlemont opgericht met het oog op de industriële productie. Dit bleek te voorbarig omdat ze kon rivaliseren met de raffinering van citroenzuur uit citroenen in Italië. In oktober 1925 werd deze onderneming ontbonden. Alphonse Cappuyns bleef experimenteren  onder toezicht van Pierre Bruylants (1885-1950), professor aan de Leuvens katholieke universiteit
In 1927 kwam de doorbraak door de inzet van de Aspergillus niger -schimmel. De productie werd daardoor terug rendabel. 
Dit leidde op 10 april 1929 tot de oprichting van het Belgisch-Italiaanse bedrijf La Citrique Belge waar de Belgische kennis rond fermentatie gecombineerd werd met de Italiaans kennis rond raffinage van citroenzuur. Elke partner bezat 50% van de aandelen. De productie werd gestart in 1931.
In 1947 werd de suiker verruild met het goedkopere bijproduct melasse en groeide de productie en winstgevendheid gestaag.
In 1977 werd Citrique Belge door Hoffmann-La Roche overgenomen die door investeringen de productiecapaciteit meer dan verdubbelde.
In 1993 werd een industriële waterzuiveringsinstallatie in bedrijf genomen.
In 2003 nam DSM de volledige vitamine-divisie van Hoffmann-La Roche over, waartoe Citrique Belge toen behoorde. 
Er volgden enkele herstructureringen en in 2010 verkoopt DSM Citrique Belge aan Adcuram, een particuliere bedrijfsholding onder leiding van Yorck von Schmeling Diringshofen. 
In 2020 wordt de firma overgenomen door het Luxemburgse Clema Capital Sàrl. Twee jaar later wijzigt de firmanaam naar Citribel.

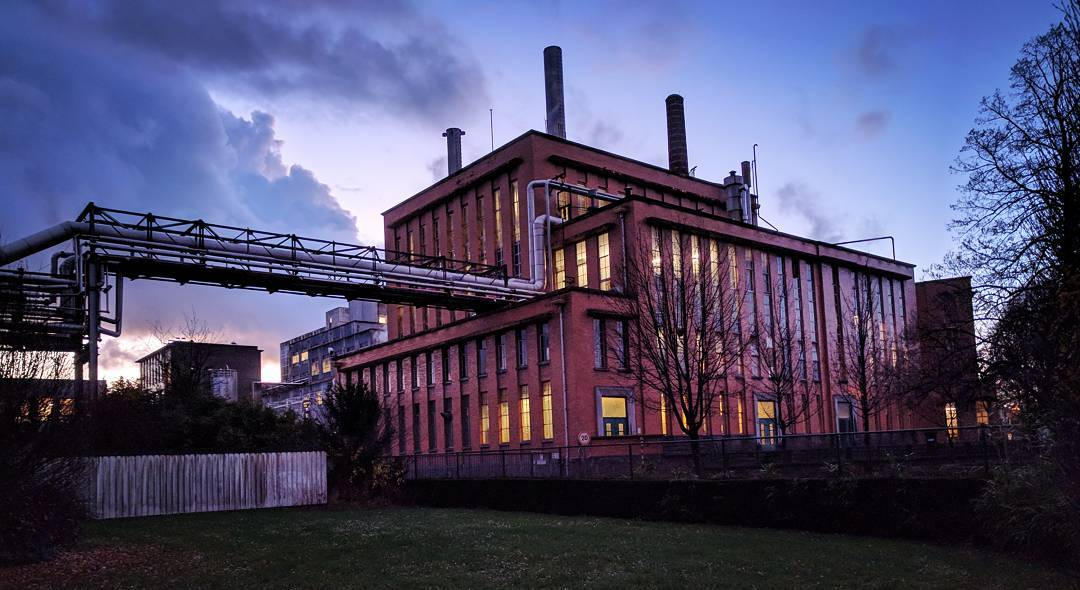
Citribel Avond
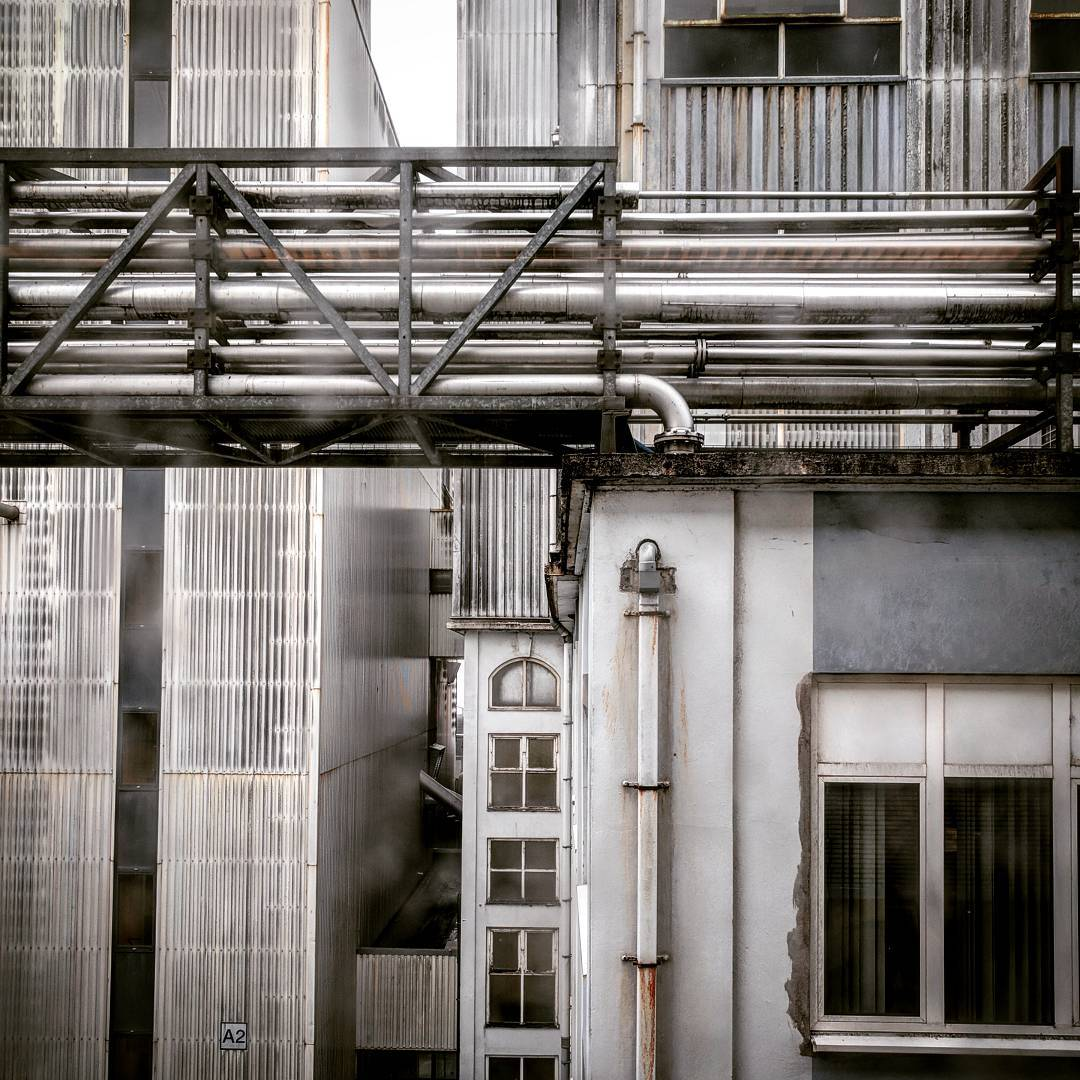
Citribel Fabriek

## Productieproces

### Fermentatie
De niet-genetisch gemodificeerde Aspergillus niger-schimmel zet, bij een temperatuur tussen de 25 en 35°C, de suikers in de melasse in ongeveer tien dagen om in ruw citroenzuur.
Het betreft hier een oppervlaktegisting op schalen in talrijke 'fermentatiekamers' die voorzien zijn van luchtkoeling.
Na de fermentatie wordt het gevormde mycelium afgescheiden van de vloeistof die het citroenzuur bevat. Dit mycelium is een co-product met diverse toepassingen, waaronder kunstleder.

### Isolatie
Na de fermentatie en de myceliumverwijdering vindt een dieptefiltratie plaats waarbij vaste onzuiverheden uit de fermentatievloeistof worden verwijderd.
Vervolgens wordt het citroenzuur als calciumcitraat geïsoleerd door er kalk aan toe te voegen. 
Na toevoeging van zwavelzuur wordt gips gevormd. Na filtratie ervan blijft er een gezuiverde citroenzuuroplossing over.

### Zuivering
Er vindt een verdere zuivering plaats via ionenuitwisseling en ontkleuring op actieve kool.

### Concentratie
Vervolgens wordt het resterende water verdampt uit de gezuiverde oplossing zodat men een oververzadigde citroenzuuroplossing bekomt die door afkoeling uitkristalliseert. Een afkoeling onder 36,6 °C levert monohydraatkristallen op. Afkoeling tot een temperatuur boven 36,6 °C levert een anhydrisch citroenzuurkristal op.

### Conditionering
Door de citroenzuurkristallen te zeven, ontstaan granulaten met een korrelgrootte tussen 75 en 1200 µm (naar wens van de klant). Deze worden in zakken van divers formaat of per vrachtwagen naar de klanten vervoerd of verscheept.

### Valorisatie co-producten
Tijdens de isolatie ontstaan - naast ruw citroenzuur - ook circulaire co-producten die allen worden herbruikt als veevoer, meststof, vulmiddel of filtratiemedium.